# Cossva Anckarsvärd
Per Gustaf August Cossva Anckarsvärd, född 17 augusti 1865 i Klara församling, Stockholms stad, död 25 september 1953 i Oscars församling, Stockholms stad, var en svensk diplomat och kammarherre.

## Biografi
Anckarsvärd blev student vid Uppsala universitet 1884 och avlade hovrättsexamen där 1889. Han blev kammarjunkare 1890 och attaché vid Utrikesdepartementet (UD) samma år. Anckarsvärd blev tillförordnad andre sekreterare vid UD 1894 och ordinarie andre sekreterare vid UD 1896. Han blev kammarherre 1899 och förste sekreterare 1901. Anckarsvärd var därefter legationssekreterare i Berlin 1903, kansliråd och chef för UD:s konsulatavdelning 1904. Han var envoyé extraordinaire och ministre plénipotentiaire samt generalkonsul i Konstantinopel 1906, konsulardomare 1909, envoyé i Sofia 1914 och i Warszawa 1920-1931. Anckarsvärd försattes i disponibilitet 1931 och tog avsked 1932. Han var även härold vid Kungl. Maj:ts orden. Anckarsvärd var svensk envoyé i Konstantinopel under armeniska folkmordet och därmed ett av ögonvittnena.

### Familj
Anckarsvärd var son till intendenten Theodor Anckarsvärd (1816-1878) och Ellen Anckarsvärd, född Nyström (1833-1898). Han gifte sig 20 november 1900 i New York med Maude Duryea (1880–1949), dotter till Peter Duryea och Matilda Filkins. De fick tillsammans barnen Carl Magnus Cosswa Anckarsvärd (1901–1972) som var gift med författaren Karin Olsson, konstnären Ellen Anckarsvärd (1904–1976) och Dagmar Maria Anckarsvärd (född 1909).

## Utmärkelser
- Konung Gustaf V:s jubileumsminnestecken med anledning av 90-årsdagen, 1948.[10]
- Konung Gustaf V:s jubileumsminnestecken med anledning av 70-årsdagen, 1928.[10]
- Kommendör med stora korset av Nordstjärneorden, 6 juni 1916.[11]
- Kommendör av första klassen av Nordstjärneorden, 24 januari 1908.[12]
- Storkorset av Danska Dannebrogorden, tidigast 1910 och senast 1915.[13][14]
- Storkorset av Finlands Vita Ros’ orden, tidigast 1923 och senast 1925.[15][16]
- Storkorset av Polska Polonia Restituta, tidigast 1925 och senast 1928.[16][17]
- Storkorset av Jugoslaviska Sankt Savaorden, 1920.[18][19]
- Första klassen av Osmanska rikets Osmanié-orden, senast 1910.[13]
- Första klassen av Osmanska rikets Meschidie-orden, 1920.[18][19]
- Kommendör av Sachsen-Weimarska Vita falkens orden, senast 1910.[13]
- Riddare av Italienska kronorden, senast 1910.[13]
- Riddare av första klassen av Norska Sankt Olavs orden, senast 1910.[13]
- Riddare av tredje klassen av Preussiska Kronorden, senast 1910.[13]
- Fjärde klassen av Thailändska kronorden, senast 1910.[13]